# Paropsivora australis
Paropsivora australis är en tvåvingeart som först beskrevs av Macquart 1847.  Paropsivora australis ingår i släktet Paropsivora och familjen parasitflugor. Inga underarter finns listade i Catalogue of Life.